# Ярослава Магучих
Ярослава Олексиивна Магучих (на украински: Ярослава Олексіївна Магучіх) е украинска лекоатлетка, състезаваща се в дисциплината скок на височина. Световна рекордьорка с 210 см от 7 юли 2024 година. Олимпийска шампионка от Летните олимпийски игри в Париж 2024 година. Сребърен медалист от световното първенство през 2019 г. Шампион на Украйна в зала (2020).

## Биография
Започва да участва в големи състезания през 2016 г. Тренира под ръководството на Татяна Степанова.
През 2018 г. Ярослава става световен рекордьор сред младежите.
През май 2019 г. печели кръг от Диамантената лига в Доха.
На 30 септември 2019 г. на световното първенство в Доха отстъпва само на Мария Ласицкене и печели сребърен медал със същия резултат и личен рекорд от 2,04 м, което е нов световен рекорд сред младежите.
На 1 февруари 2020 г., на втория етап от World Athletics Indoor Tour в Карлсруе, Германия, Магучих поставя световен рекорд за младежи в скока на височина в зала от 2,02 м. На 16 февруари тя печели турнира World Athletics Indoor Tour 2020 в Глазгоу, Шотландия, постигайки 1,93 м. Ярослава Магучих става победител в сезона на World Athletics Indoor Tour в скока на височина и печели wild card за зимното световно първенство 2021, което трябваше да се проведе през сезон 2020 в Китай, но е отложено поради пандемията от коронавирус COVID-19.
На 2 февруари 2021 г. Ярослава Магучих печели състезанието на висок скок в зала в словенския град Банска Бистрица, преодолявайки 2,06 м. 19-годишната Ярослава поставя нов рекорд за Украйна и световен рекорд за младежи.
На 7 юли 2024 г. Магучих подобрява световния рекорд в скока на височина при жените, който 37 години е притежание на българката Стефка Костадинова (2,09 м). Тя преодолява 210 см от първия си опит на тази височина на турнира от Диамантената лига по лека атлетика във френската столица Париж.

## Резултати
| Година  | Състезания                                    | Място                   | Медал | Резултат |
| ------- | --------------------------------------------- | ----------------------- | ----- | -------- |
| 2017 г. | Световно първенство за младежи                | Найроби, Кения          | 1     | 1,92 м   |
| 2017 г. | Летен европейски младежки Олимпийски фестивал | Дьор, Унгария           | 1     | 1,89 м   |
| 2018 г. | Европейско първенство за младежи              | Дьор, Унгария           | 1     | 1,94 м   |
| 2018 г. | Летни младежки Олимпийски игри                | Буенос Айрес, Аржентина | 1     | 1,95 м   |
| 2019 г. | Европейско първенство за юноши                | Борас, Швеция           | 1     | 1,92 м   |
| 2019 г. | Световно първенство                           | Доха, Катар             | 2     | 2,04 м   |
| 2022    | Европейско първенство                         | Мюнхен, Германия        | 1     | 1,95 м   |